# راي كروذر
راي كروذر (بالإنجليزية: Rae Crowther)‏ هو لاعب كرة قدم أمريكية أمريكي، ولد في 11 ديسمبر 1902 في Rosemont, Pennsylvania ‏ في الولايات المتحدة، وتوفي في 3 نوفمبر 1980 في هادونفيلد في الولايات المتحدة.

## وصلات خارجية
- راي كروذر على موقع مرجع كرة القدم المحترفة.كوم (الإنجليزية)